# Taiki Nakashima
Taiki Nakashima (中島 大貴 Nakashima Taiki?, Saga, 17 de enero de 1995) es un exfutbolista japonés.

## Trayectoria

### Clubes
| Club              | País  | Año       |
| ----------------- | ----- | --------- |
| Sagan Tosu        | Japón | 2015      |
| Kamatamare Sanuki | Japón | 2017-2018 |
| Blaublitz Akita   | Japón | 2019      |